# Claoxylon ellipticum
Claoxylon ellipticum är en törelväxtart som beskrevs av Elmer Drew Merrill. Claoxylon ellipticum ingår i släktet Claoxylon och familjen törelväxter.
Artens utbredningsområde är Filippinerna. Inga underarter finns listade i Catalogue of Life.